# Ute Noack
Pour les articles homonymes, voir Noack.
Ute Noack (né le 27 décembre 1961 à Annaberg-Buchholz) est une ancienne fondeuse allemande.

## Palmarès

### Championnats du monde
- Championnats du monde de 1985 à Seefeld  Autriche:
  -  Médaille de bronze en relais 4 × 5 km